# Michaił Goriaczew
Michaił Daniłowicz Goriaczew (ur. 1906 we wsi Poczinki w obwodzie kalinińskim, zm. w listopadzie 1984 w Kalininie) – oficer OGPU, NKWD i MGB, jeden ze sprawców zbrodni katyńskiej.
Skończył 7 klas szkoły sowieckiej, od 1928 w WKP(b), w 1930 wstąpił do OGPU, 1938-1939 szef wydziału samochodowo-technicznego Oddziału Administracyjno-Gospodarczego Zarządu NKWD obwodu kalinińskiego, potem szef Oddziału Samochodowo-Technicznego Zarządu Administracyjno-Gospodarczego Zarządu NKWD obwodu kalinińskiego. Za udział w mordowaniu wiosną 1940 roku polskich więźniów 26 X 1940 nagrodzony przez szefa NKWD Ławrientija Berię. W 1947 został zastępcą szefa Zarządu Gospodarczego Zarządu MWD obwodu kalinińskiego, potem był zastępcą szefa Zarządu MGB tego obwodu. Miał stopień podpułkownika. 13 maja 1955 zwolniony z powodu choroby.

## Odznaczenia
- Order Czerwonego Sztandaru (1950)
- Order Czerwonej Gwiazdy (1945)
- Medal „Za zasługi bojowe” (1945)